# Frente Patriótica Nacional da Libéria
Frente Patriótica Nacional da Libéria foi um grupo rebelde que participou da Primeira Guerra Civil da Libéria de 1989 até 1996.
Liderada por Charles Ghankay Taylor, a Frente Patriótica Nacional da Libéria passou a combater o regime de Samuel Doe do Partido Nacional Democrático da Libéria a partir de 1989. A maioria dos seus combatentes eram oriundos de grupos étnicos do norte do país, que foram oprimidos durante o regime Doe. O grupo recebeu ajuda da Líbia, Costa do Marfim e Burkina Faso.
A Frente Patriótica Nacional da Libéria foi acusada de uma série de violações graves dos direitos humanos, incluindo massacres, tortura e sequestros.
Em 1997, a organização foi renomeada para um partido político legal, o Partido Patriótico Nacional.